# Seafront

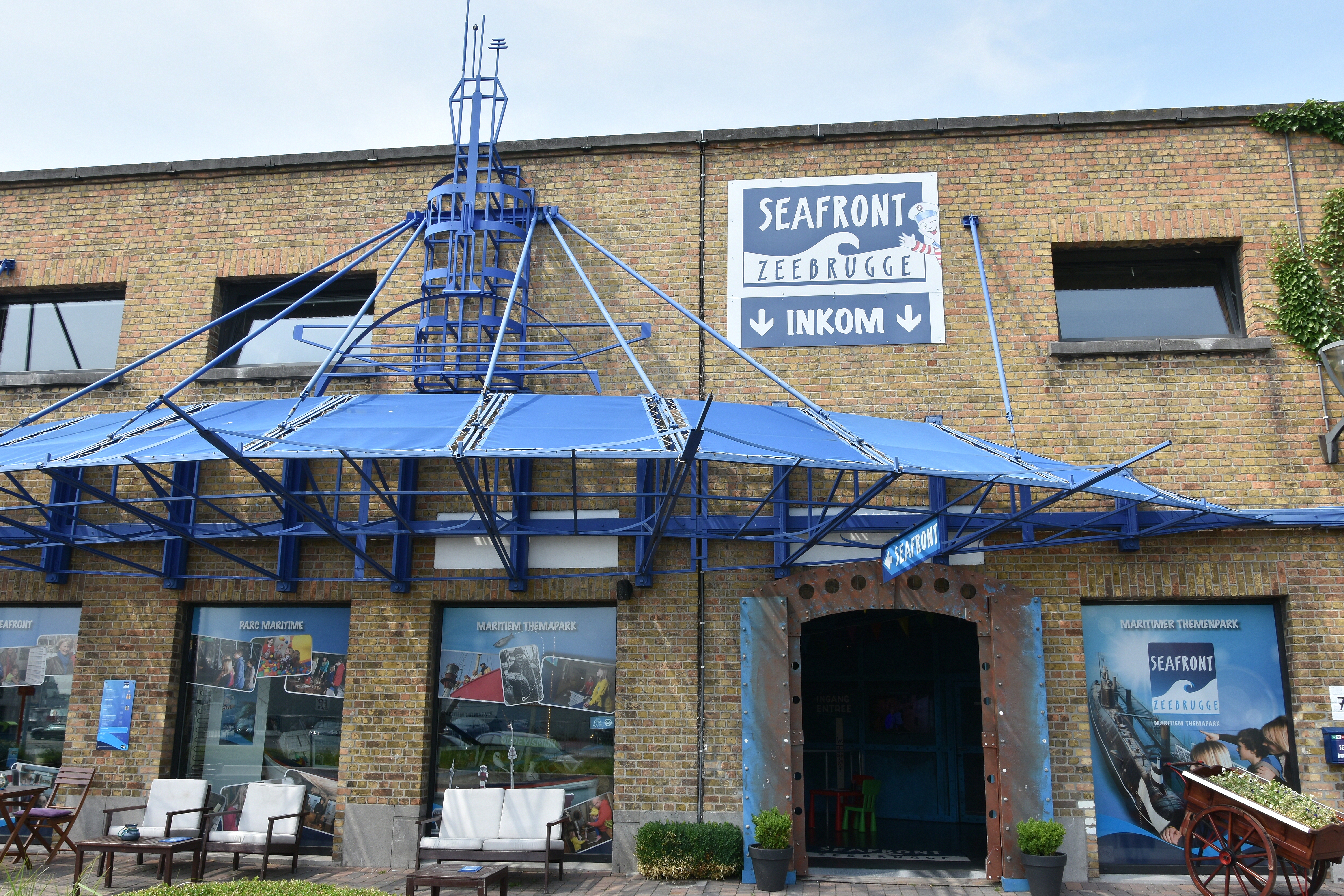
Seafront (juni 2019)

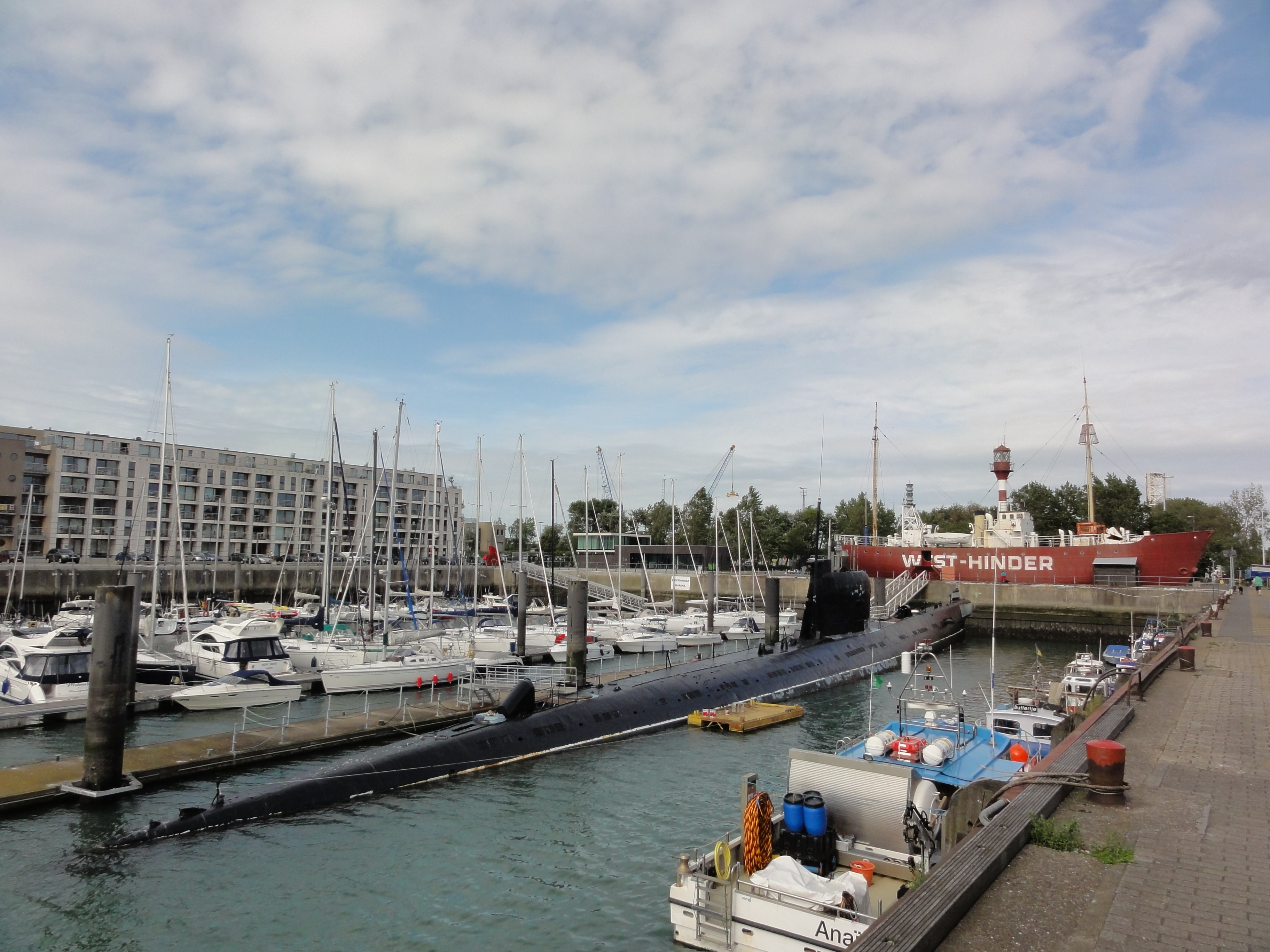
Foxtrot en West-Hinder in de jachthaven (2011)

Seafront was een themapark in Zeebrugge, de badplaats en haven van de Belgische stad Brugge. Het was ondergebracht in en naast de gebouwen van de oude vismijn in de haven van Zeebrugge. De thema's waren visserij en de maritieme geschiedenis. Het park sloot op 7 november 2021.

## Geschiedenis
De vismijn van Zeebrugge bevond zich vroeger aan de Vismijnstraat. Deze locatie werd echter te krap en voldeed niet meer aan de hedendaagse eisen. In 1993 verhuisde de NV Zeebrugse visveiling daarom naar een nieuw complex in de Noordzeestraat, gelegen in de achterhaven. Korte tijd hierna ontstond rond de Zeebrugse visveiling een cluster van visverwerkende bedrijven, genaamd het EFC (European Fish Centre). In 2010 nam de Zeebrugse visveiling de Oostende visveiling over en ontstond de VLV (Vlaamse Visveiling).
De gebouwen van de voormalige vismijn werden in erfpacht gegeven aan de NV Seafront. Deze vennootschap richtte de gebouwen in als toeristische attractie en creëerde het maritiem themapark Seafront.
In juni 1996 werden vlakbij een Russische duikboot Foxtrot en het lichtschip West-Hinder geopend voor bezoekers. De duikboot werd in 2019 verwijderd.
Het park werd gesloten in november 2021 om verbouwd te worden tot "Maritieme belevingssite", met plaats voor evenementen, horeca, ontspanning, en funshopping.

## Attracties

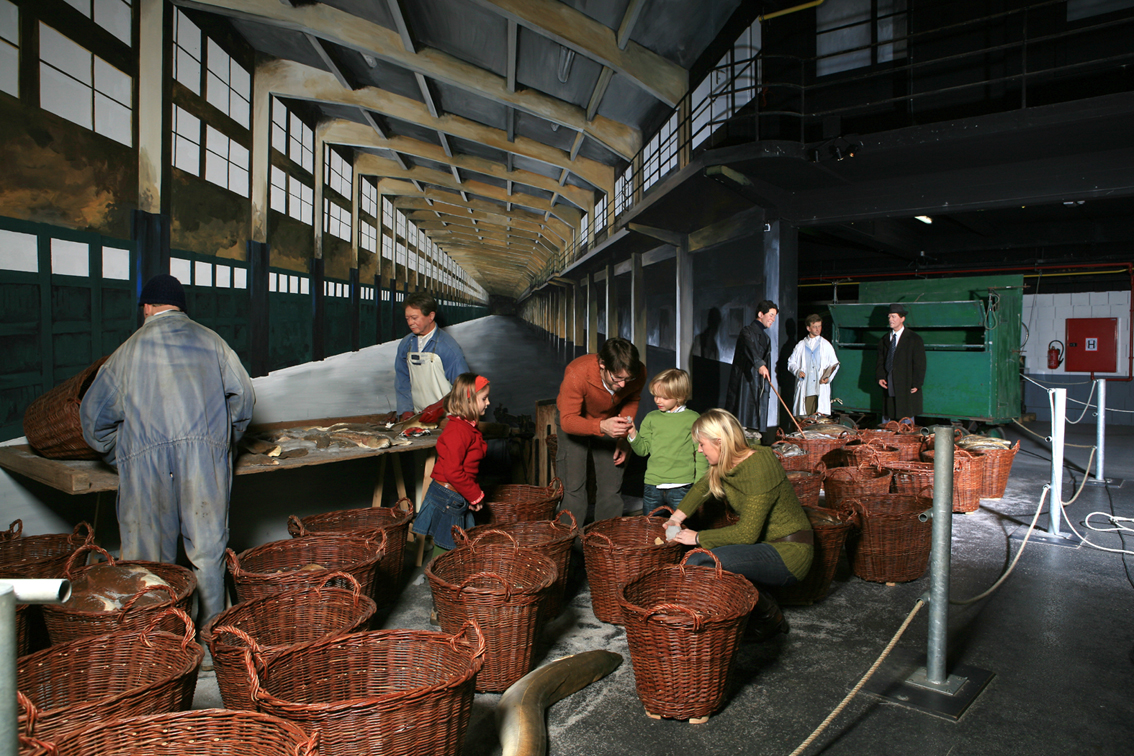
Familie die de visveiling bezoekt (2006)

### Maritiem themapark
Het maritiem themapark was in de gebouwen van de oude vismijn ingericht. Hier wordt het vissersleven getoond via vissersliedjes, foto en video. Verder worden torpedo's tentoongesteld, is er een schelpenverzameling en geeft men informatie over de Belgische marine.

### Lichtschip West-Hinder

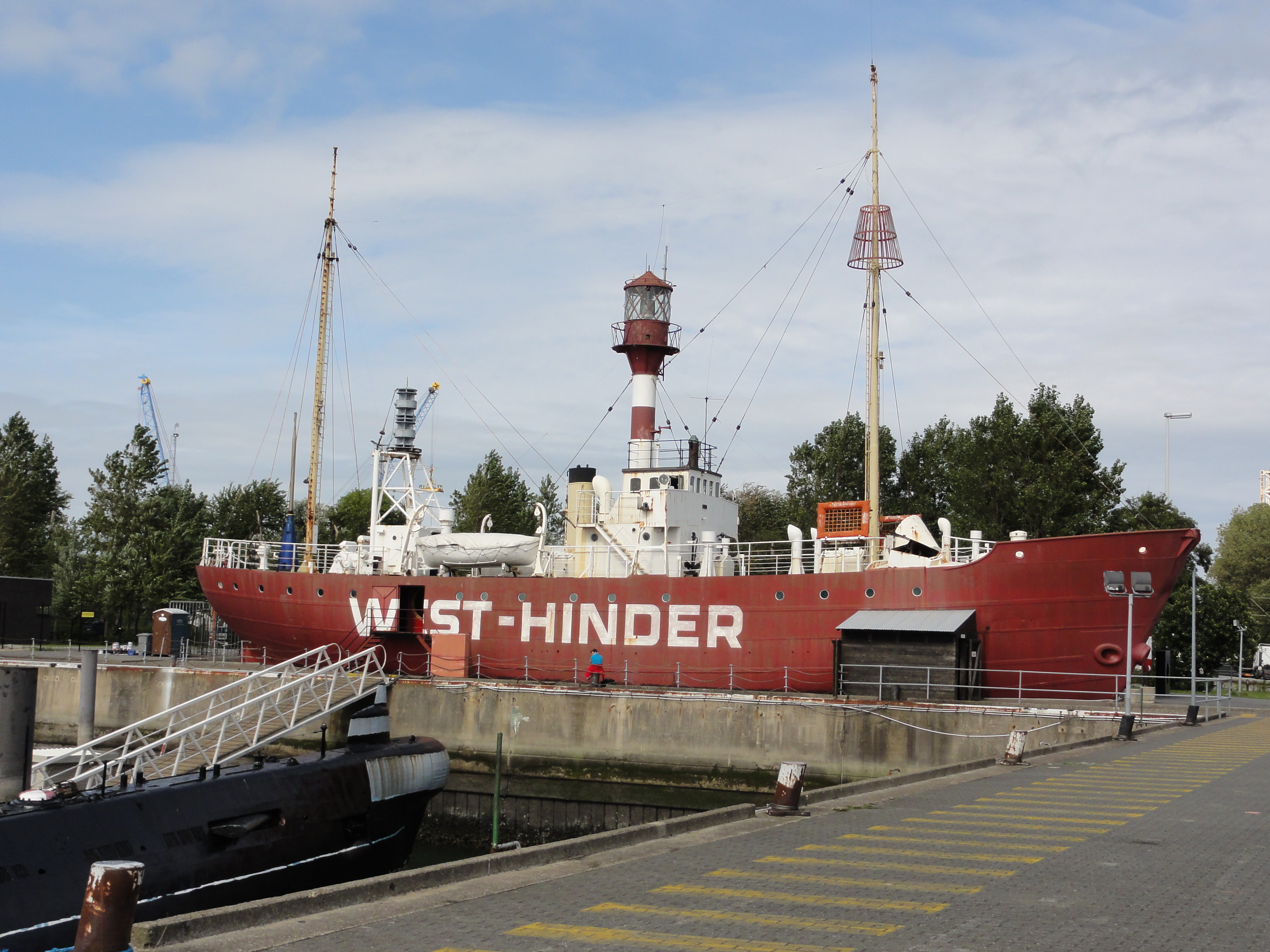
Lichtschip West-Hinder II (2011)

Het park is in het bezit van het lichtschip West-Hinder II. Deze drijvende vuurtoren werd in 1950 in de vaart genomen. De negenkoppige bemanning verbleef wekenlang op het schip om dag en nacht voorbijvarende schepen te waarschuwen voor de zandbanken voor de Vlaamse kust en keek ook uit naar eventuele vliegtuig- en scheepsongevallen. Men voerde ook meteorologisch onderzoek, observeerde vogels en controleerde het zeewater op vervuiling.
Geleidelijk werden de bemande lichtschepen vervangen door de goedkopere, onbemande lichtplatforms of navigatieboeien. De uitbating van het lichtschip kostte 1,2 miljoen euro per jaar, terwijl een meetpaal amper 175.000 euro kostte.
Het schip werd op 28 september 1995 overgedragen aan het maritiem themapark Seafront door toenmalig Vlaams minister van openbare werken Eddy Baldewijns. De 420 ton wegende West-Hinder werd in een put naast de kade getild door Norma, de grootste drijvende kraan van Zeebrugge.
In juni 2019 werd het schip tijdelijk gesloten voor een renovatie.

### Duikboot Foxtrot (tot 2019)

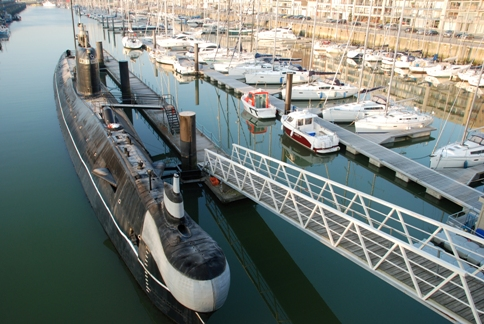
Russische onderzeeër Foxtrot in de jachthaven van Zeebrugge (2011)

Langs de kade voor de vismijn lag tot 2019 een Russische onderzeeër, de Foxtrot. De duikboot is 89,9 meter lang en werd gebouwd tussen 1964 en 1965 op de Admiraliteitsscheepswerf in St-Petersburg als nummer B-21. Binnenin toonde men hoe de 75 bemanningsleden maandenlang leefden en werkten.
De eerste contacten met een militair Russisch attaché dateren van november 1993. Na intense onderhandelingen werd in 1995 de duikboot in gereedheid gebracht om naar Zeebrugge getransporteerd te worden. Er werden enkele veiligheidswerken aan de duikboot uitgevoerd, zo werden onder meer een aantal luiken en openingen dichtgelast. Op 12 december 1995, de dag van afreis, werd de duikboot door twee Russische slepers op sleeptouw genomen. De reis van Sint-Petersburg naar Zeebrugge nam acht dagen in beslag. Op 3 januari 1996 kwam de duikboot aan in de haven van Zeebrugge. Na drie dagen aan de Ocean Containerterminal van Zeebrugge te liggen kreeg de duikboot een vaste stek in de oude vissershaven van Zeebrugge. De duikboot werd door de haven gesleept met de hulp van de Unie der reddings- en sleepdiensten (URS) en de Belgische Zeemacht, een konvooi van 160 meter lang.
De volgende maanden werd de duikboot aangepast om bezoek toe te laten. Er werden twee bezoekerstrappen geïnstalleerd,enkele torpedo's werden weggehaald om extra ruimte te creëren, de te bezichtigen torpedo's werden onschadelijk gemaakt; 1000 ton batterijen werden verwijderd en alle kajuiten werden mooi aangekleed en ingericht. De onderzeeër werd op 28 juni 1996 officieel ingehuldigd door premier Jean-Luc Dehaene.
In juni 2019 werd bekend dat restauratie van de onderzeeër te duur was en de Foxtrot daarom op 12 juni van dat jaar naar de scheepssloperij zou gaan.

## Galerij

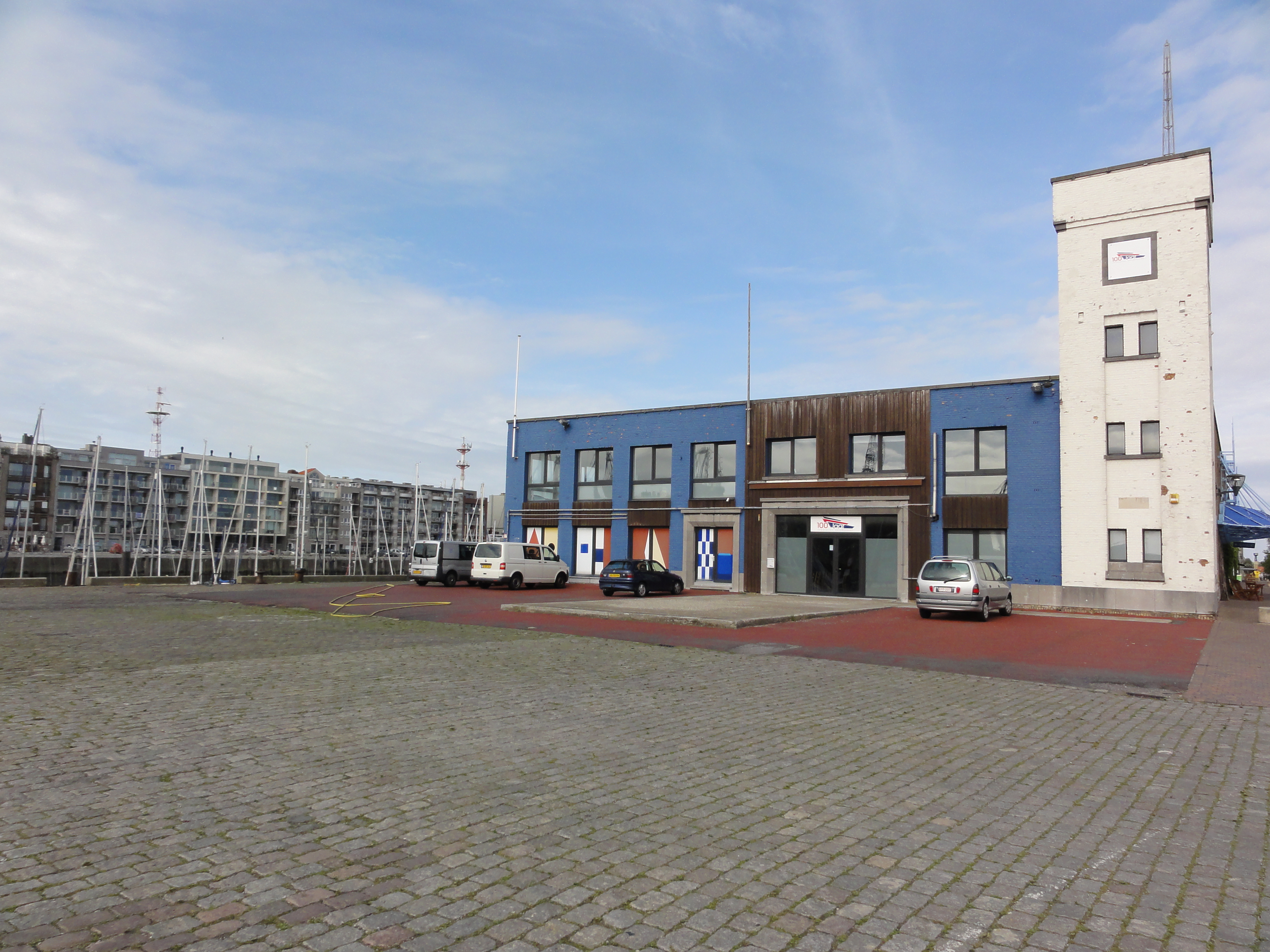
De oude vismijn
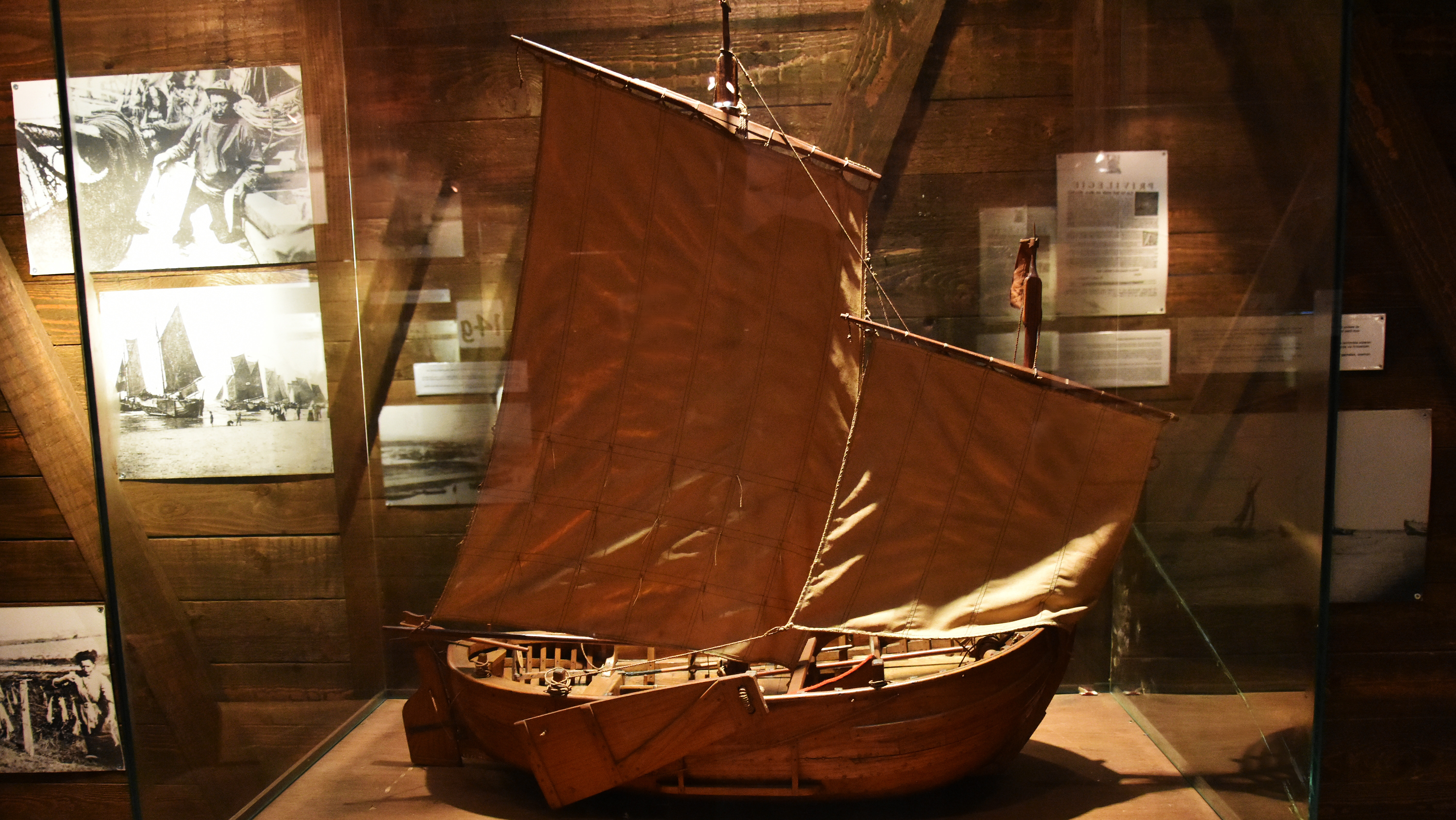
Maquette van een Heistse schuit
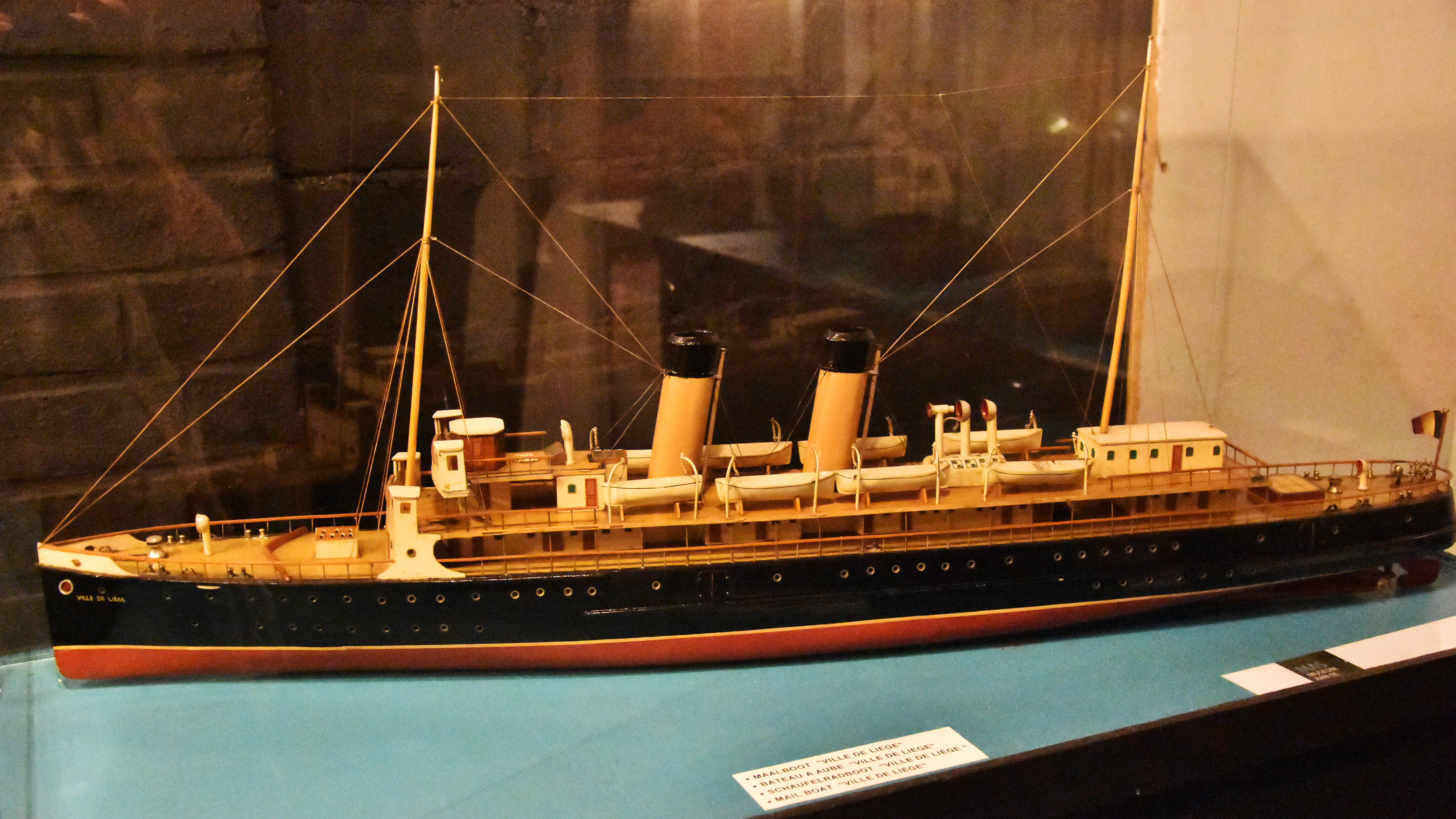
Maquette van de Ville de Liège
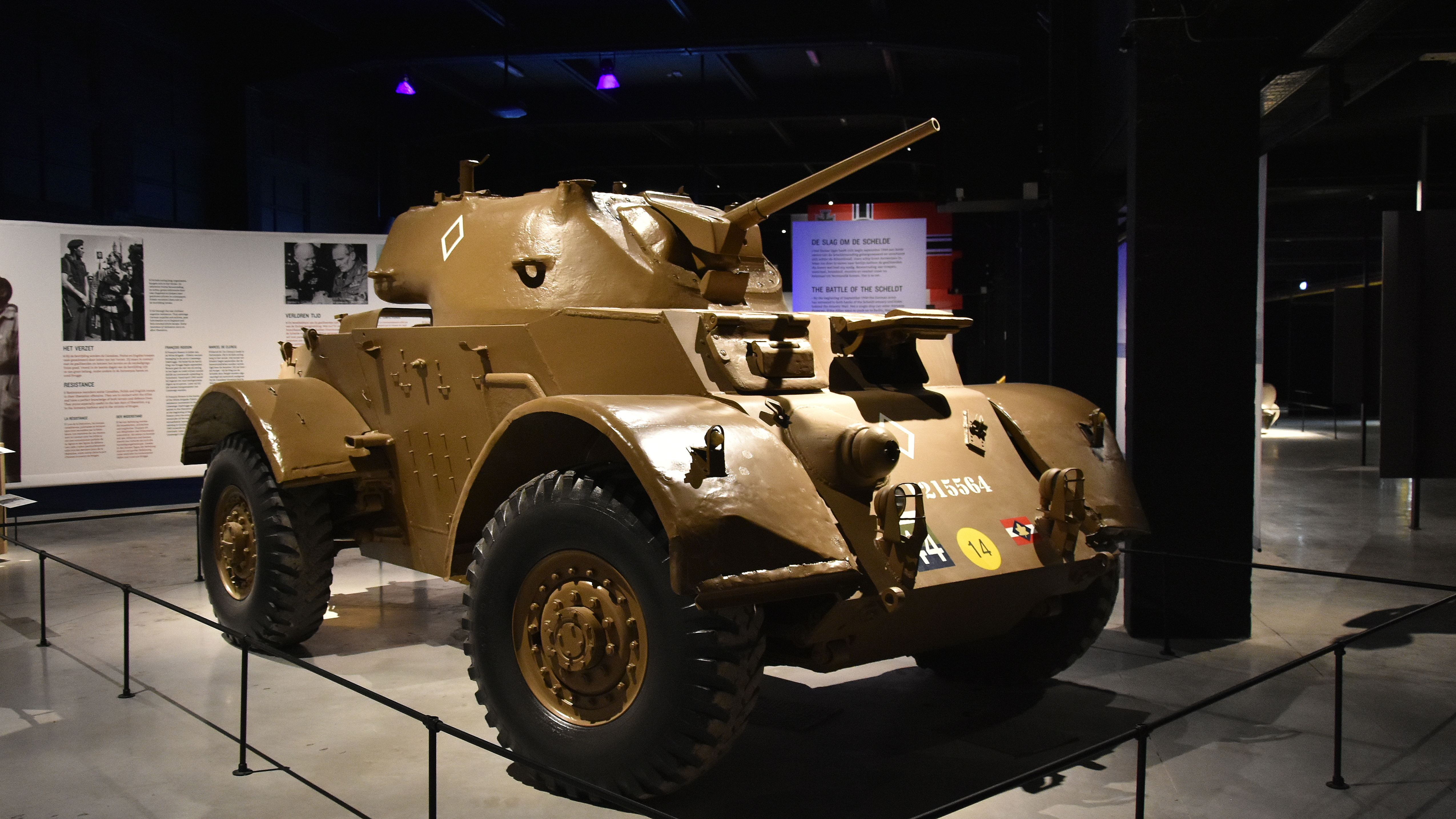
Een T17 Armored Car
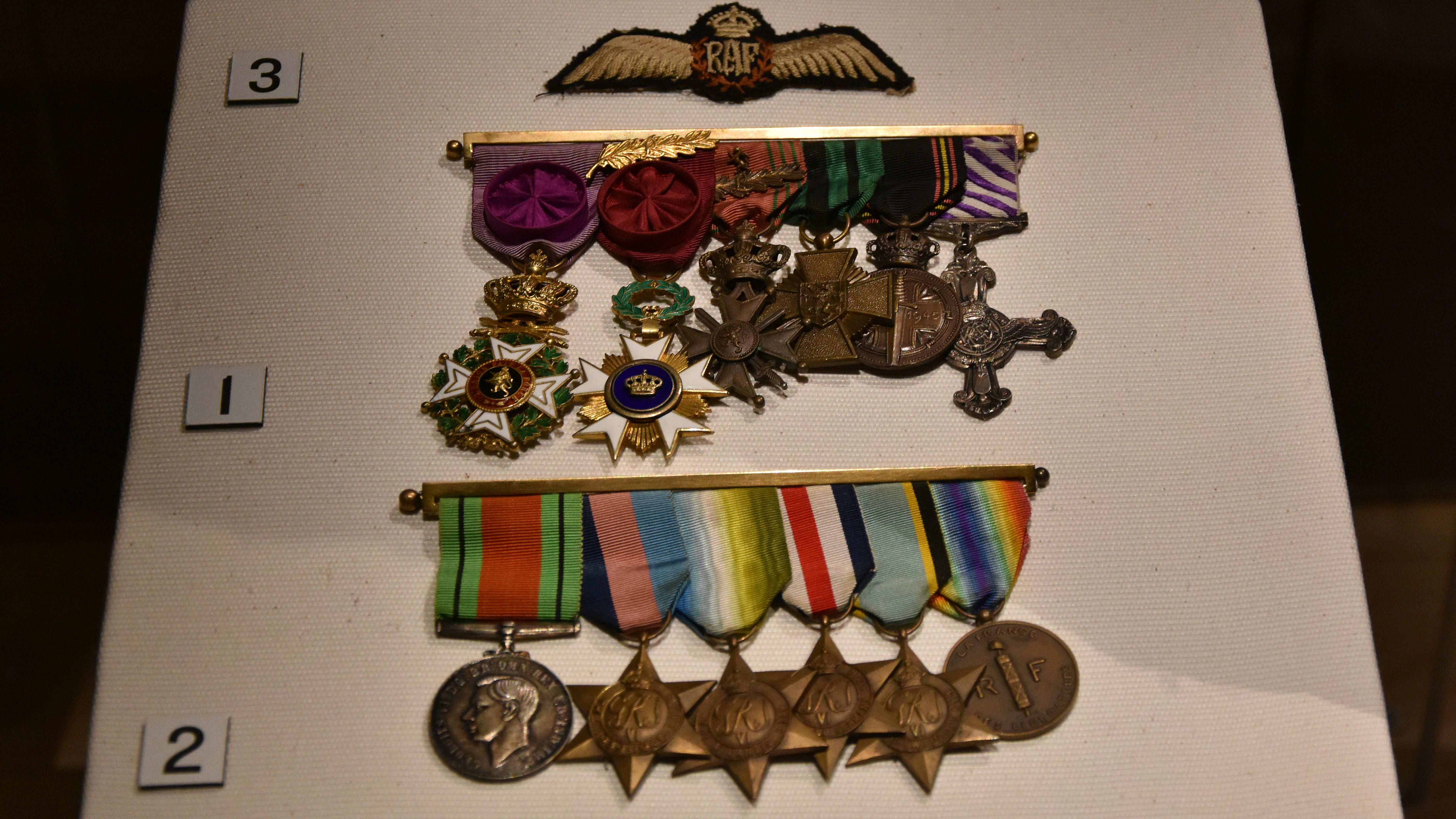
De onderscheidingen van Paul Cooreman
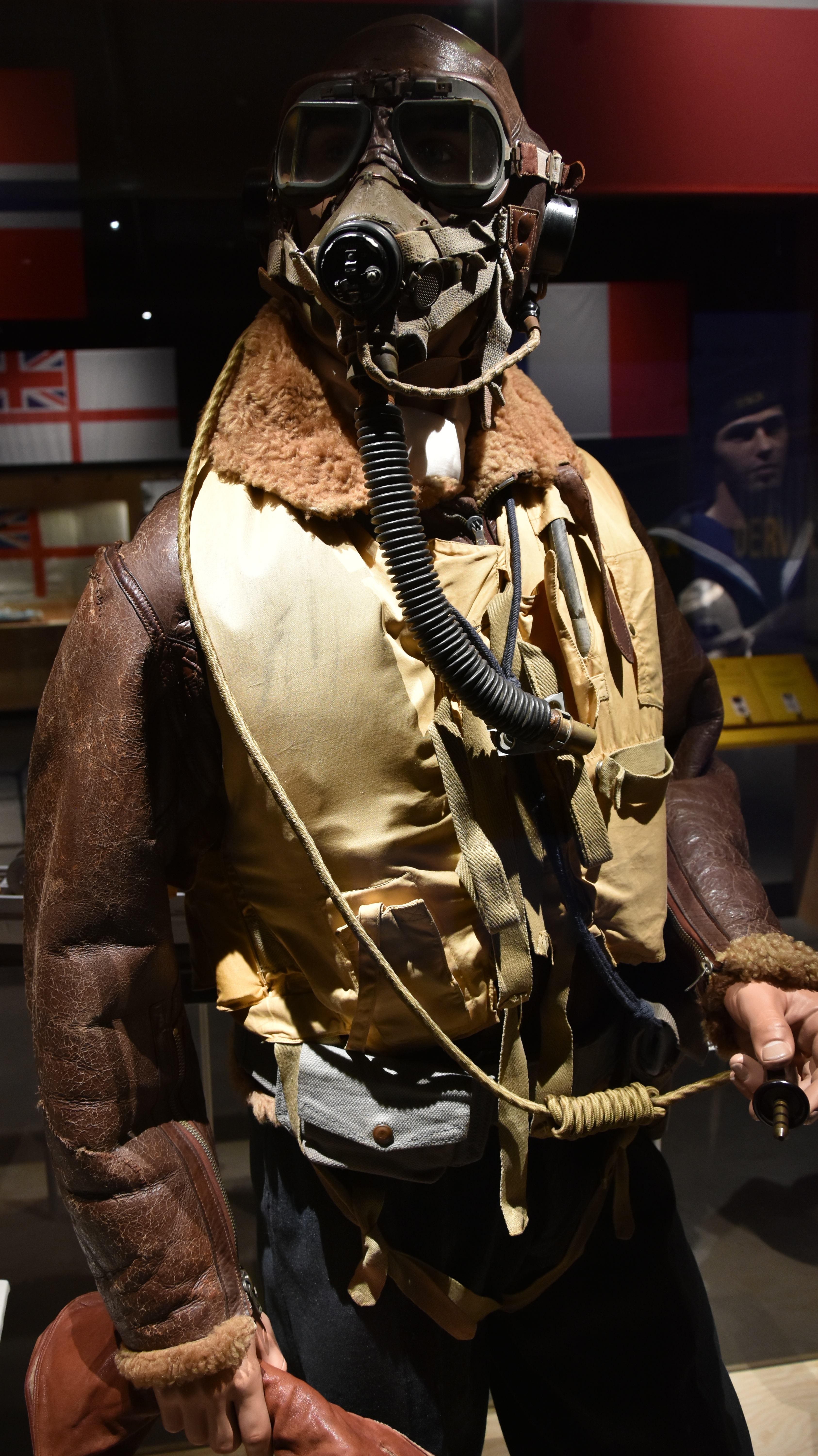
Het uniform van een Hawker Typhoonpiloot van 609 Squadron